# Kanan Minami
Kanan Minami (jap. 水波 風南 Minami Kanan; ur. 12 listopada 1979 w prefekturze Saitama) – japońska mangaka, specjalizująca się przede wszystkim w shōjo-mangach. Jej prawdziwe imię to Mayumi Toba (jap. 鳥羽 真由美 Toba Mayumi). Najbardziej znana z mangi Honey x Honey Drops, która została przetłumaczona na wiele języków oraz na której podstawie powstało OVA. Seria, nad którą obecnie pracuje (Kyō, koi wo hajimemasu), stała się bestsellerem. Pisze głównie dla Shōjo Comic.

## Twórczość
- 17-sai Hajimete no H
- Chain of Pearls
- Geki Ai Motto Motometai
- Honey x Honey Drops
- Kakene Nashi no LOVE Torihiki
- Kyō, koi wo hajimemasu
- Love and Sex
- Perfect Partner
- Ren-ai Shijou Shugi
- Rhapsody in Heaven
- Shiiku Hime
- Shite Wagamama H